# Spółgłoska boczna zwarto-szczelinowa dziąsłowa bezdźwięczna
Spółgłoska boczna szczelinowa dziąsłowa bezdźwięczna – rodzaj dźwięku spółgłoskowego występujący w językach naturalnych. W międzynarodowej transkrypcji fonetycznej IPA oznaczana jest symbolem: [t͡ɬ] lub [tɬ]. W Północnoamerykańskim Alfabecie Fonetycznym głosce tej przypisany jest symbol ⟨ƛ⟩.

## Artykulacja
W czasie artykulacji podstawowego wariantu [t͡ɬ]:
- modulowany jest prąd powietrza wydychanego z płuc, czyli artykulacja tej spółgłoski wymaga inicjacji płucnej i egresji (spółgłoska płucna egresywna)
- tylna część podniebienia miękkiego zamyka dostęp do jamy nosowej, powietrze uchodzi przez jamę ustną (spółgłoska ustna)
- prąd powietrza w jamie ustnej przepływa po bokach języka
- w początkowej fazie dochodzi do zwarcia języka z dziąsłami tak jak przy artykulacji spółgłoski [t]. Zamiast plozji następuje przejście do spółgłoski [ɬ] bez oderwania języka od dziąseł.
- wiązadła głosowe nie drgają, spółgłoska ta jest bezdźwięczna.

### Warianty
- wzniesienie środkowej części grzbietu języka w stronę podniebienia twardego, mówimy wtedy o spółgłosce zmiękczonej (spalatalizowanej): [tɬʲ]
- wzniesienie tylnej części grzbietu języka w kierunku podniebienia tylnego, mówimy o spółgłosce welaryzowanej: [tɬˠ]
- napięcie mięśni gardła – mówimy o spółgłosce faryngalizowanej [tɬˁ]
- zaokrąglenie warg, mówimy wtedy o spółgłosce labializowanej [tɬʷ]

W językach na-dene i salisz występuje również ejektywny wariant tej spółgłoski, przy nieobecności wariantu płucnego afrykaty kontrastujący ze szczelinowym [ɬ].

## Przykłady
- w języku awarskim: гIоркь [ʕortɬʼ] „klamka”
- w języku haida: tla'únhl [tɬʌʔʊ́nɬ] „sześć”
- w języku nahuatl: atlatl [aʔt͡ɬat͡ɬ]